# 調べる相対性理論
『調べる相対性理論』（しらべるそうたいせいりろん）は日本のバンド相対性理論の1枚目のライブアルバム。2019年7月24日発売。CD、アナログレコード、Tシャツ付CD、Tシャツ付レコードの4つのフォーマットで同時にリリースされた。2016年7月22日に日本武道館にて開催された相対性理論の自主企画公演「八角形」以降のライブ演奏を収録している。
Tシャツ付は数量限定で、FACETASMコラボTシャツのプリントカラーがCDとレコードで異なる。
先着購入特典の缶バッジが、TYPE-A：Amazon、TYPE-B：タワーレコード店舗およびオンライン、TYPE-C：HMV、disk union、その他対象法人で販売されたものに付属した。
DL・ストリーミング・ハイレゾ 各種配信も行った。

## 収録曲（CD)
1. ウルトラソーダ
  - 作詞・作曲：ティカ・α
2. キッズ・ノーリターン
  - 作詞：ティカ・α　作曲：ティカ・α/永井聖一/山口元輝
3. ミス・パラレルワールド
  - 作詞：真部脩一、ティカ・α　作曲：やくしまるえつこ、永井聖一、真部脩一、西浦謙助
4. 弁天様はスピリチュア
  - 作詞：ティカ・α 作曲：ティカ・α/山口元輝
5. ペペロンチーノ・キャンディ
  - 作詞：真部脩一、ティカ・α　作曲：真部脩一、やくしまるえつこ
6. LOVEずっきゅん
  - 作詞・作曲：やくしまるえつこ、永井聖一、真部脩一、西浦謙助
7. 天地創造SOS
  - 作詞・作曲：ティカ・α
8. NEO-FUTURE
  - 作詞・作曲：ティカ・α
9. わたしは人類
  - 人類史上初めて、音源と遺伝子組換え微生物で発表された作品[1]。
10. FLASHBACK
  - 作詞・作曲：ティカ・α

## 収録曲（レコード)
高音質45回転重量盤アナログレコード3枚組
- Side-A
  - ウルトラソーダ
  - キッズ・ノーリターン

- Side-B
  - ミス・パラレルワールド
  - 弁天様はスピリチュア

- Side-C
  - ペペロンチーノ・キャンディ
  - LOVEずっきゅん

- Side-D
  - 天地創造SOS
  - NEO-FUTURE

- Side-E
  - わたしは人類

- Side-F
  - FLASHBACK